# Боково-Платово
Бо́ково-Пла́тово (укр. Боково-Платове) — посёлок, относится к Антрацитовскому городскому совету Луганской области Украины. С 2014 года контролируется самопровозглашённой Луганской Народной Республикой.

## География
Посёлок расположен на реке Крепенской. Соседние населённые пункты: город Антрацит (примыкает) на востоке, посёлки Крепенский (ниже по течению Крепенской), Верхний Нагольчик, Нижний Нагольчик на юго-востоке, Есауловка (также ниже по течению Крепенской) на юге, Садовый на юго-западе, город Красный Луч на западе, посёлки Мельниково и Христофоровка (выше по течению Крепенской) на севере.

## Общие сведения
В январе 1989 года численность населения составляла 3475 человек.
На 1 января 2013 года численность населения составляла 2660 человек.

## Достопримечательности
В Боково-Платово расположены церковь-собор Александра Невского, памятник воинам Великой Отечественной войны «Память о Вас сохранит Отчизна» и ландшафтный заповедник «Боково-Платово».
В посёлке проводились съемки фильма «Зеркало для героя» по одноименной книге писателя Святослава Рыбаса.

## Ландшафтный заказник Боково-Платово
Расположен вдоль реки Крепенькая, территория занимает 600 га и находится под управлением Антрацитовского лесничества Ивановского Государственного лесо-охотничьего хозяйства. Там же расположен туристический кемпинг на 240 мест с рестораном и деревянной баней. Эти места неразрывно связаны с творчеством великого русского писателя Антона Павловича Чехова.

«Донецкая дорога. Невесёлая станция, которая одиноко белеет в степи, тихая, со стенами, горячими от жары, без единственной тени, и, похоже, без людей. Поезд уже ушёл, оставив вас здесь, и шум его слышится едва-едва и замирает на конец… Вы садитесь в коляску, — это так приятно после вагона, — и катитесь по степной дороге, и перед вами мало-помалу открываются картины, которых нет под Москвой, большие, бесконечные, очаровывая своим однообразием. Степь, степь, — и больше ничего, вдали старый курган, или ветряк; везут на волах каменный уголь… Птицы, поодиночке, низко носятся над равниной, и размеренные движения их крыльев нагоняют дремоту. Жарко. Прошёл час-другой, а всё степь, степь, И всё курганы вдалеке»

Так писал Чехов в рассказе «В родном углу». Эту степь, полную неповторимых красок и очарования, писатель увидел во время своего пребывания в донецком крае летом 1887 г. Антону Павловичу было тогда 27 лет. Будучи уже известным писателем, автором 4-х сборников рассказов, Чехов начал поездку с Москвы в родные места — в Таганрог. «Живу в Рагозиной Балке у Кравцова», — писал Чехов Марии Павловне 30 апреля 1887 г. Впечатлённый природой края Чехов ещё не раз бывал у Гавриила Павловича Кравцова и впоследствии высылал журналы «Европейская библиотека», «Зритель» и «Спутник».
Про жизнь у отставного хорунжего Кравцова Антон Павлович рассказывает и в письме к Н. А. Лайкину: «Жил я последнее время в Донской Швейцарии, в центре который называют Донецким кряжем: горы, балки, леса, речушки и степь, степь, степь… Живя у Кравцова, можно вылечиться от 15 чахоток и 22 ревматизмов… Впечатлений тьма…». Там же Антон Павлович Чехов готовил к поступлению в юнкерское училище его сына Петра Кравцова с которым сильно сдружился.
Очень богата природа в урочище Рагозина балка — это байрачные леса, дубравы со значительной примесью ясеня обычного. Подлесок образуют бересклет (бруслина) бородавчатый, бузина чёрная, крушина слабительная. Довольно часто подлесок отсутствует. В травяном ярусе растут фиалка приятная и душистая, яглица обычная, медуница тёмная. В лесных группировках встречаются редкие (физалис, горошек горохолистный), также часть растений в заповеднике занесена в Красную книгу Украины. Среди них — тюльпан дубравный, рябчик русский, коротконожка лесная.

## Чеховский колодец
Там же находится источник, у которого бывал Антон Павлович Чехов. На дне источника было обнаружено 20 ручьёв разной силы. Сейчас это государственный гидрологический памятник природы «Чеховский колодец» работы Константина Спиридоновича Жолоса.

## Местный совет
94625, Луганская обл., Антрацитовский горсовет, пгт Боково-Платово, ул. Октябрьская, 31.